# Gorgan (Verwaltungsbezirk)
Gorgan (persisch شهرستان گرگان) ist ein Schahrestan in der Provinz Golestan im Iran. Er enthält die Stadt Gorgan, welche die Hauptstadt des Verwaltungsbezirks ist.

## Kreise
- Zentral (بخش مرکزی)
- Baharan (بخش بهاران)

## Demografie
Bei der Volkszählung 2016 betrug die Einwohnerzahl des Schahrestan 480.541. Die Alphabetisierung lag bei 90 Prozent der Bevölkerung. Knapp 76 Prozent der Bevölkerung lebten in urbanen Regionen.
| Zensusjahr | Einwohnerzahl |
| ---------- | ------------- |
| 2011       | 462.455       |
| 2016       | 480.541       |